# Listă de orașe din statul Utah

Harta distribuției populației din statul din SUA.

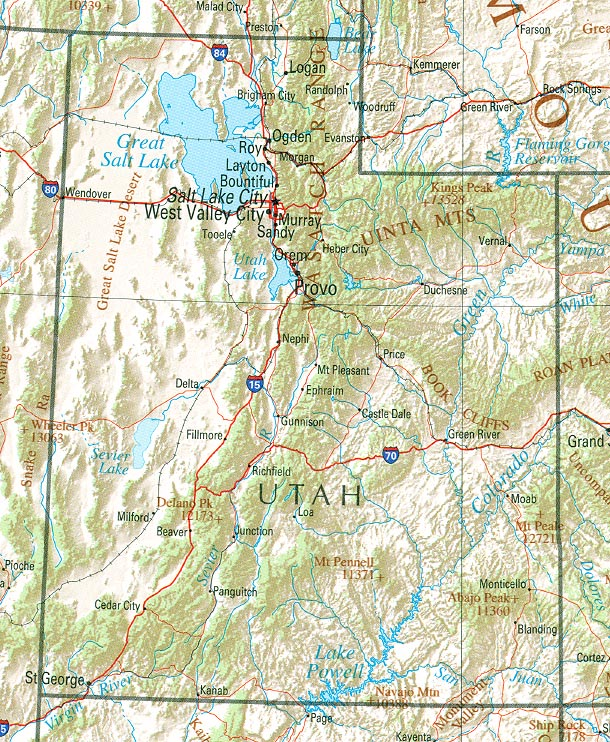
Harta formelor de relief ale statului Utah.

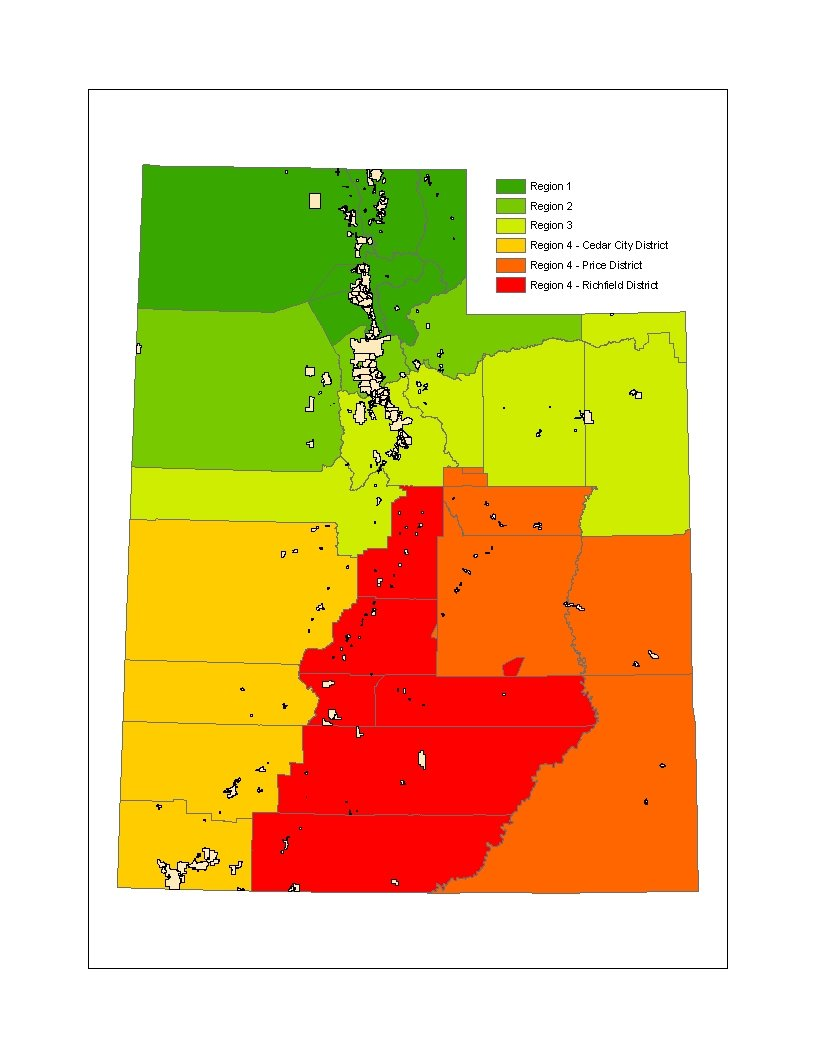
Harta regiunilor statului Utah.

Listă alfabetică a orașelor din statul Utah, SUA
- Această pagină este o listă de orașe (în engleză cities) din statul  Utah din  Statele Unite ale Americii, aranjate alfabetic.

Vedeți și Listă de târguri din statul Utah 
Vedeți și Listă de comunități desemnate pentru recensământ din statul Utah 
Vedeți și Listă de comunități neîncorporate din statul Utah 
Vedeți și Listă de localități dispărute din statul Utah 
Vedeți și Listă de comitate din statul Utah 

## A
- Alpine, comitatul Utah
- American Fork, comitatul Utah
- Aurora, comitatul Sevier

## B
- Ballard
- Bear River City
- Beaver
- Beryl
- Bicknell
- Big Water
- Blanding
- Bloomington
- Bluffdale
- Boulder
- Bountiful
- Brian Head
- Brigham City

## C
- Cannonville
- Canyon Rim
- Castle Dale
- Castle Valley
- Cedar City
- Cedar Fort
- Cedar Hills
- Centerfield
- Centerville
- Charleston
- Circleville
- Clarkston
- Clawson
- Clearfield
- Cleveland
- Clinton
- Coalville
- Corinne
- Cornish
- Cottonwood Heights
- Cove

## D
- Delta
- Deweyville
- Draper
- Duchesne
- Dugway

## E
- East Carbon
- East Millcreek
- Elk Ridge
- Elmo
- Elsinore
- Elwood
- Emery
- Enoch
- Enterprise
- Ephraim
- Erda
- Escalante
- Eureka

## F
- Fairview
- Farmington
- Farr West
- Fayette
- Ferron
- Fielding
- Fillmore
- Fort Duchesne
- Fountain Green
- Francis
- Fruit Heights

## G
- Garden City
- Garland
- Genola
- Glendale
- Glenwood
- Goshen
- Granite
- Grantsville
- Green River
- Gunnison

## H
- Hanksville
- Harrisville
- Hatch
- Heber City
- Helper
- Henefer
- Henrieville
- Herriman
- Hiawatha
- Highland
- Hildale
- Hinckley
- Holden
- Holladay
- Honeyville
- Hooper
- Howell
- Huntington
- Huntsville
- Hurricane
- Hyde Park
- Hyrum

## I și J
- Ivins
- Joseph
- Junction

## K
- Kamas
- Kanab
- Kanarraville
- Kanosh
- Kaysville
- Kearns
- Keetley
- Kingston
- Koosharem

## L
- La Verkin
- Laketown
- Layton
- Leamington
- Leeds
- Lehi
- Levan
- Lewiston
- Lindon
- Loa
- Logan
- Lund
- Lyman
- Lynndyl

## M
- Maeser
- Magna
- Mammoth
- Manila
- Manti
- Mantua
- Mapleton
- Marysvale
- Mayfield
- Meadow
- Mendon
- Mexican Hat
- Midvale
- Midway
- Milford
- Millcreek
- Millville
- Minersville
- Moab
- Modena
- Mona
- Monroe
- Montezuma Creek
- Monticello
- Morgan
- Moroni
- Mount Carmel
- Mount Carmel Junction
- Mount Olympus
- Mount Pleasant
- Murray
- Myton

## N
- Naples
- Neola
- Nephi
- New Castle
- New Harmony
- Newton
- Nibley
- North Logan
- North Ogden
- North Salt Lake

## O
- Oak City
- Oakley
- Ogden
- Ophir
- Oquirrh
- Orangeville
- Orderville
- Orem

## P
- Panguitch
- Paradise
- Paragonah
- Park City
- Parowan
- Payson
- Perry
- Plain City
- Pleasant Grove
- Pleasant View
- Plymouth
- Portage
- Price
- Providence
- Provo

## R
- Randlett
- Randolph
- Redmond
- Richfield
- Richmond
- River Heights
- Riverdale
- Riverton
- Rockville
- Roosevelt
- Roy
- Rush Valley

## S
- Salem
- Salina
- Salt Lake City
- Sandy
- Santa Clara
- Santaquin
- Saratoga Springs
- Scipio
- Scofield
- Sigurd
- Smithfield
- Snowville
- Soldier Summit
- South Jordan
- South Ogden
- South Salt Lake
- South Weber
- Spanish Fork
- Spring City
- Springdale
- Springville
- Saint George
- Stansbury Park
- Sterling
- Stockton
- Summit
- Sunnyside
- Sunset
- Syracuse

## T
- Tabiona
- Taylorsville
- Thistle
- Tintic
- Tooele
- Topaz
- Toquerville
- Torrey
- Tremonton
- Trenton
- Tropic

## U și V
- Uintah
- Union
- Val Verda
- Vernal
- Vernon
- Veyo
- Vineyard
- Virgin

## W, X și Z
- Wales
- Wallsburg
- Washington
- Washington Terrace
- Wellington
- Wellsville
- Wendover
- West Bountiful
- West Jordan
- West Point
- West Valley City
- White City
- Whiterocks
- Willard
- Woodland Hills
- Woodruff
- Woods Cross